# Snowkite
 (février 2009).
Si vous disposez d'ouvrages ou d'articles de référence ou si vous connaissez des sites web de qualité traitant du thème abordé ici, merci de compléter l'article en donnant les références utiles à sa vérifiabilité et en les liant à la section « Notes et références ».

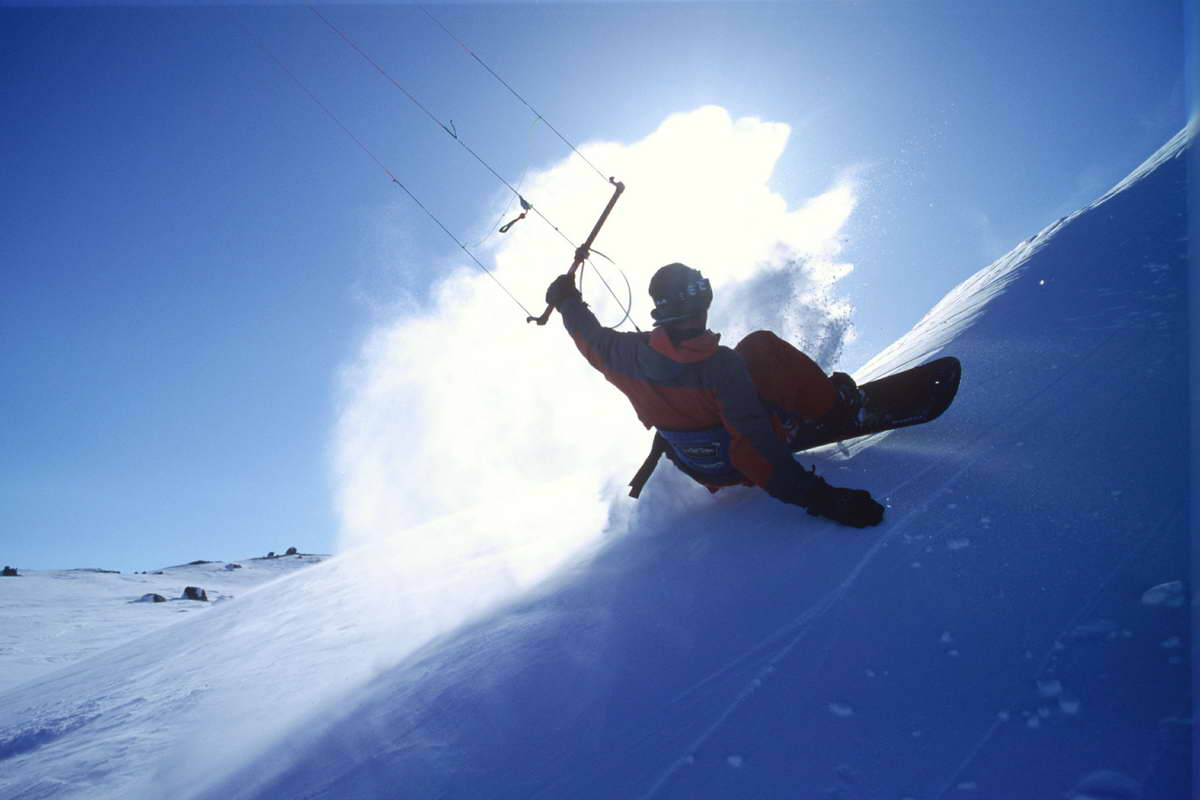
Le snowkite est l'utilisation d'une voile de traction avec un snowboard ou des skis.

Le snowkite (anglicisme) ou la planche (à neige) tractée, ou encore paraski est le pendant du kitesurf (ou planche volante) en sport d'hiver, la planche étant remplacée dans cette discipline par un snowboard ou des skis. Les pratiquants de ce sport peuvent atteindre des vitesses dépassant les 70 km/h et parcourir des distances supérieures à 100km par jour.
Le snowkite ne doit pas être confondu avec le speed riding.

## Contraintes et avantages de la montagne
Lorsqu'il est pratiqué en montagne, l'une des principales différences de ce sport avec ses autres variantes (kitesurf, char à cerf-volant), est le terrain accidenté rencontré en milieu montagneux. Ces accidents perturbent les flux d'air qui deviennent plus instables qu'en mer (aussi bien en force qu'en direction), compliquant le maniement de la voile et ainsi du véhicule.
À ces rafales s'ajoutent les turbulences plus locales, dues au relief, qui vont provoquer des effets locaux d’accélération ou d'affaiblissement du vent. Cet environnement oblige donc le pratiquant à bien maîtriser son aile.
Enfin, la pente provoque une rotation de la fenêtre de vol du cerf-volant. En effet, le vent soufflant de façon parallèle au sol, et le zénith de la fenêtre de vol étant perpendiculaire au vent, le zénith de l’aile n'est donc plus au-dessus du skieur. Les risques de décollage intempestifs sont donc augmentés.
Outre les caractéristiques du pilotage des cerfs-volants, les dangers inhérents à la montagne sont présents : les avalanches sont bien sûr possibles, d'autant plus que les plaques à vent sujettes aux glissements se forment sur les zones ventées qui attirent les skieurs. La pratique du snowkite oblige donc à acquérir de l'équipement de sécurité, comme l’Arva, une pelle, une sonde…
La météo en montagne est aussi plus difficile qu'ailleurs : elle change très vite, des arrivées de brouillard, des chutes de température, ou même des tempêtes de neige peuvent arriver rapidement. La météo est donc un point crucial pour la sécurité, à vérifier avant tout départ. Les conditions météorologiques peuvent changer suivant l'altitude. Ainsi il est possible, par exemple, de passer d'un vent de 30 km/h orienté nord en basse altitude, à un vent du sud de 50 km/h, 300 mètres plus haut.
Il est conseillé par les pratiquants expérimentés et les guides de montagne de ne jamais partir seul, et d'être accompagné de préférence par une personne qui connaît bien le terrain.
Une autre caractéristique liée à la pratique de ce sport est le terrain montagneux couvert de neige ou de glace. Les chutes peuvent être plus risquées que sur une surface sablonneuse ou dans l'eau. De plus, il est conseillé de ne jamais s'éloigner au-delà de ce que l'on est capable de marcher, car en cas de panne de vent, la marche dans la neige est très éprouvante. Prévoir des raquettes ou des peaux de phoques pour les skieurs.
L'un des plaisirs qu'offre le snowkite est la liberté de mouvement qu'il permet : le pratiquant de ce sport s'affranchit des remontées mécaniques, il lui est possible de surfer sans cesse lors de longues randonnées.
De plus, et contrairement à l'eau, on peut pratiquer en 3 dimensions, en se jouant du relief et du dénivelé que celui-ci offre.
Enfin notons qu'à conditions aérologiques équivalentes et sur terrain plat, il est plus facile de débuter et d'apprendre le pilotage sur la neige que sur l'eau. En effet le pratiquant n'a pas à se soucier de sortir de l'eau puisqu'il peut démarrer en étant déjà debout. De plus il n'y a ni vagues ni courants pouvant le faire pivoter lui et sa planche. Ainsi le débutant peut se concentrer sur son aile.

## Équipement

### Planche

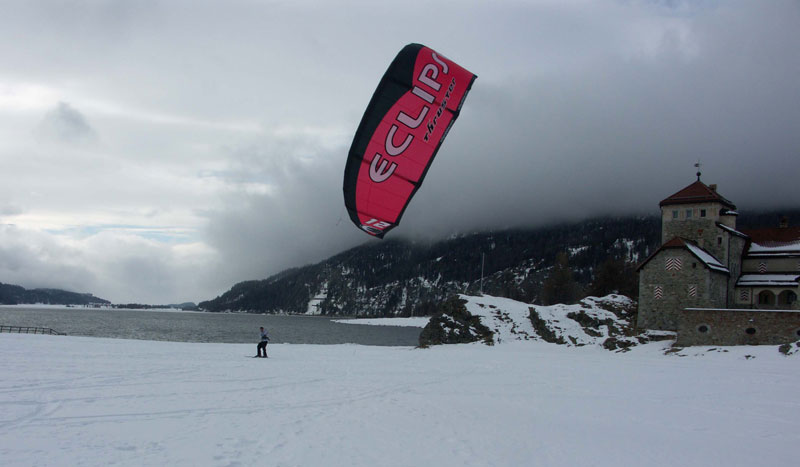
Le snowkite utilise des voiles de traction pour se propulser sur la neige.

Le matériel de glisse est le même que pour les sports d'hiver : ski, snowboard, et quelquefois un télémark. Les tailles de ski ou de planches ne varient pas par rapport à la descente.
Il est fréquent[évasif] que l'utilisation de skis plus petits et bien aiguisés soit privilégiée sur les surfaces glacées, et les plus longs et plus larges et bi spatulés pour une surface de neige poudreuse

### Cerf-volant
Les ailes de traction les plus utilisées sont légèrement différentes de celles du kitesurf. Le matériel diffère de la pratique aquatique, car il est fréquent d'utiliser une voile à caissons qui est similaire aux parapentes dans sa construction et dont la taille est comprise entre 5 m2 et 12 m2 (tailles les plus courantes)[réf. nécessaire]. Ce sont ces types d'ailes de traction qui sont utilisées pour le kite buggy. L'utilisation de voiles de type kitesurf (avec des boudins gonflables) reste possible mais comporte quelques inconvénients, notamment au niveau autonomie ou fragilité.
Autre différence avec le kitesurf, sauf si la neige est une poudreuse profonde, il y a moins de frottements que sur l'eau. C'est pourquoi, à vent équivalent, on choisira des ailes moins puissantes (donc plus petites) en snowkite qu'en kitesurf. Cette différence de choix est également due à la présence du boudin gonflable qui alourdit l'aile de kite surf, ainsi une surface de 10 m2 en caissons tractera autant qu'une 15 m2 à boudin. D'une manière générale, plus la dureté de la neige augmente, plus la puissance requise diminue.

### Accessoires
(avril 2020).

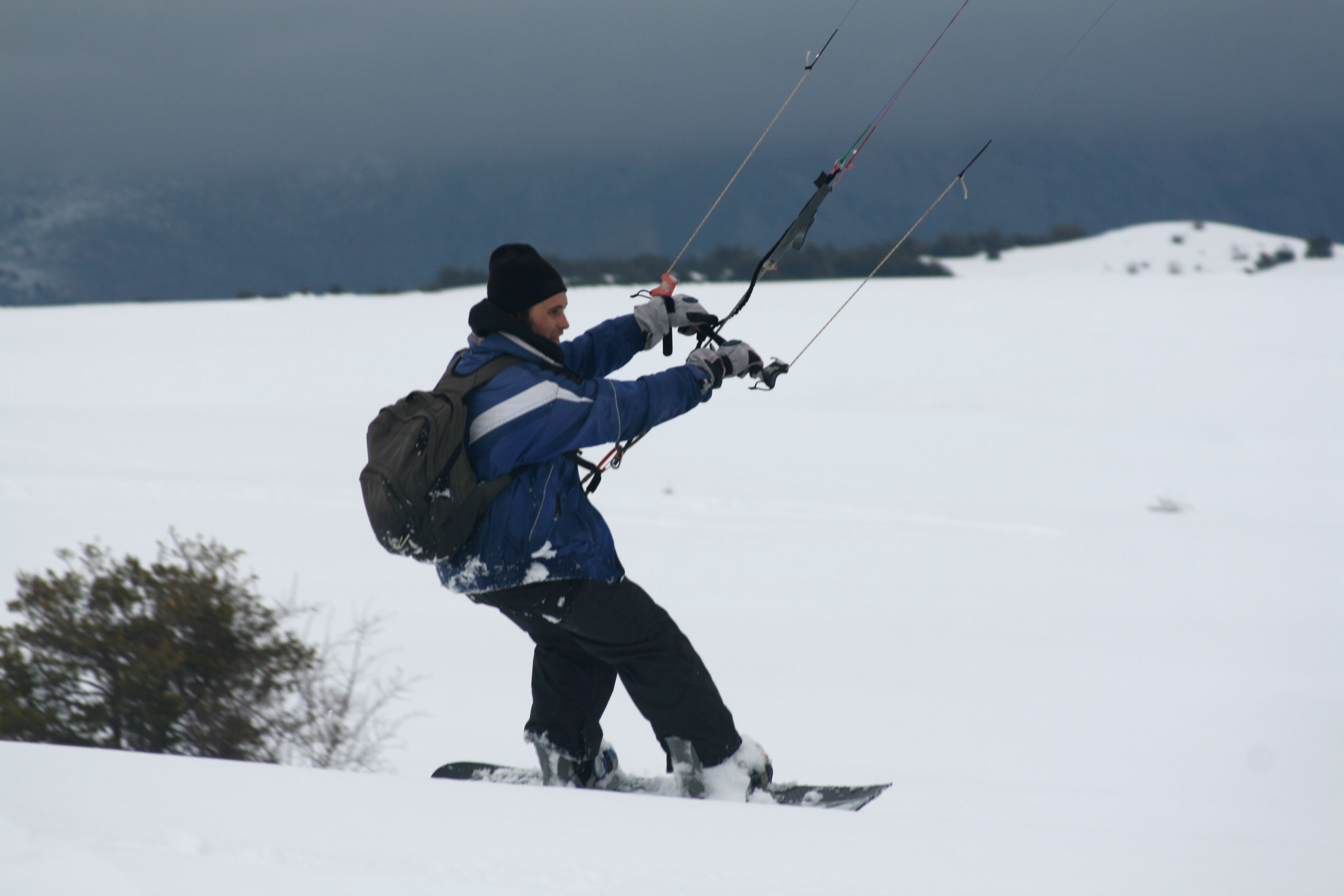
Un snowkiteur sur le plateau de Calern.

- Ce sport implique le port du casque.
- Des vêtements de ski et des gants sont conseillés. Il est recommandé d'éviter le coton et de ne pas se couvrir en excès ;
- Un débutant peut utiliser un harnais de kitesurf classique (ceinture ou culotte). Par la suite, lors de sauts ou de vols de pente, un baudrier d’escalade en plus du harnais est plus confortable et apporte davantage de sécurité. Le pratiquant doit de toute façon être équipé afin de pouvoir se détacher rapidement de l'aile en cas de problème, même pendant de fortes tractions.
- En cas de pratique dans des zones de montagne non sécurisées, la trilogie Arva-pelle-sonde est nécessaire pour faire face aux éventuelles avalanches.
- Il faut utiliser un leash afin d'attacher le kite au pratiquant. La traction du kite doit être annulée lorsque ce dernier n'est retenu que par le leash.

## Lieux de pratique

### Caractéristiques d'un lieu de pratique

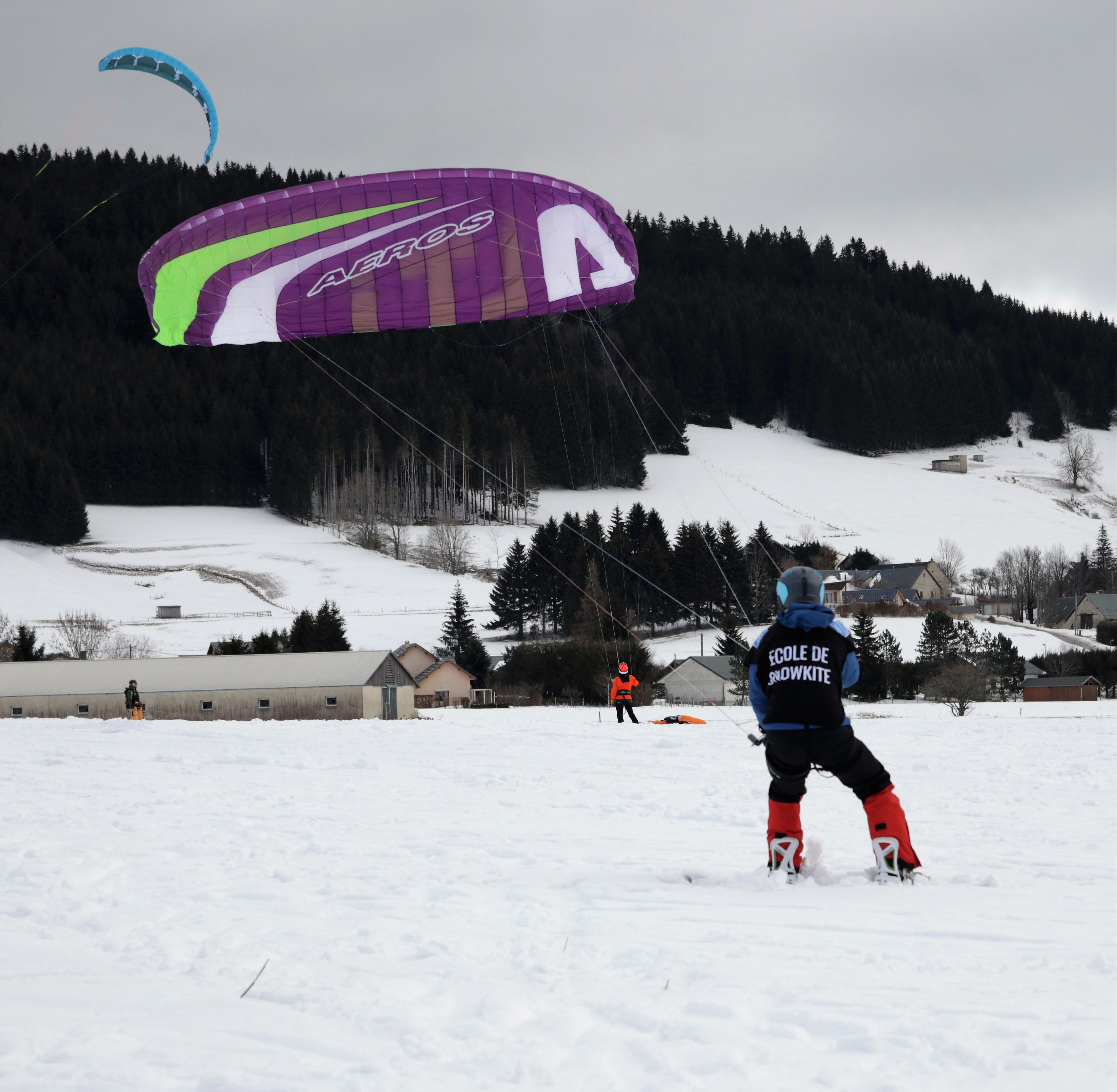
L'école de snowkite à Autrans en 2019.

Le lieu de pratique doit être bien sûr enneigé. Le vent doit y être le plus régulier possible et l'aérologie du lieu adaptée aux connaissances et au niveau du pratiquant. Le relief constitue un intéressant terrain de jeu mais est aussi beaucoup plus technique. C'est pourquoi un débutant préfèrera un terrain le plus plat possible.
On trouve ainsi quatre grands types de lieux de pratique:
- les plateaux, qui rassemblent l'avantage de l'enneigement (altitude et platitude) et de ne pas être abrités des vents ;
- les cols. L'effet Venturi permet d'amplifier les vents thermiques et météo s'ils sont orientés dans la bonne direction ;
- les plaines, dans les pays nordiques ou dans les pays tempérés lors des épisodes de forte neige ;
- les lacs ou mers gelés (lacs d'altitude ou dans les pays nordiques), pratiqués en ski ou snowboard s'ils sont recouverts de neige ou plus rarement en patins à glace si la neige y est absente.

### Lieux de pratique courants en France

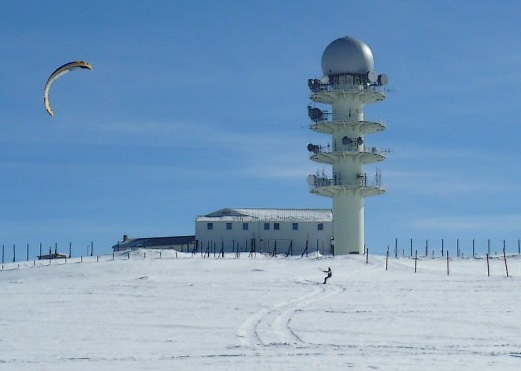
Snowkite au sommet de Pierre-sur-Haute dans les Monts du Forez.

(février 2009).
Si vous disposez d'ouvrages ou d'articles de référence ou si vous connaissez des sites web de qualité traitant du thème abordé ici, merci de compléter l'article en donnant les références utiles à sa vérifiabilité et en les liant à la section « Notes et références ».

#### Alpes
- Autrans (Isère)[4] ;
- col Agnel (limite entre Hautes-Alpes et Italie) ;
- col de la Madeleine (Savoie) ;
- col de Manse (Hautes-Alpes)[5] ;
- col des Aravis (Haute-Savoie) ;
- col du Lautaret (Hautes-Alpes)[4] ;
- col des Limouches (Drôme) ;
- col du Petit Saint Bernard (limite entre Savoie et Italie) ;
- Font d'Urle (Drôme)[4] ;
- le Semnoz, au-dessus d'Annecy (Haute-Savoie) ;
- plateau de Calern (Alpes-Maritimes) ;
- Tête du Pommier à Roubion (Alpes-Maritimes) ;
- Vassieux-en-Vercors (Drôme)[4].

#### Jura
- col de Crozet près de la station Monts-Jura (Ain) a proximite de Genève (Suisse)

#### Massif Central
- col des Supeyres, dans les monts du Forez, au-dessus de Prabouré entre Saint-Anthème et Valcivières (Puy-de-Dôme)[4] ;
- col du Béal à Pierre-sur-Haute, dans les monts du Forez, au-dessus de la station de Chalmazel entre Chalmazel-Jeansagnière (Loire) et Saint-Pierre-la-Bourlhonne (Puy-de-Dôme)[4] ;
- Mont Mézenc, aux Estables (Haute-Loire)[4] ;
- plateau de l'Aubrac et en particulier le col de Bonnecombe (Lozère)[6] ;

#### Vosges
- le Kastelberg (limite entre Vosges et Haut-Rhin) ;
- le Markstein (Haut-Rhin) ;

### Canada-Québec

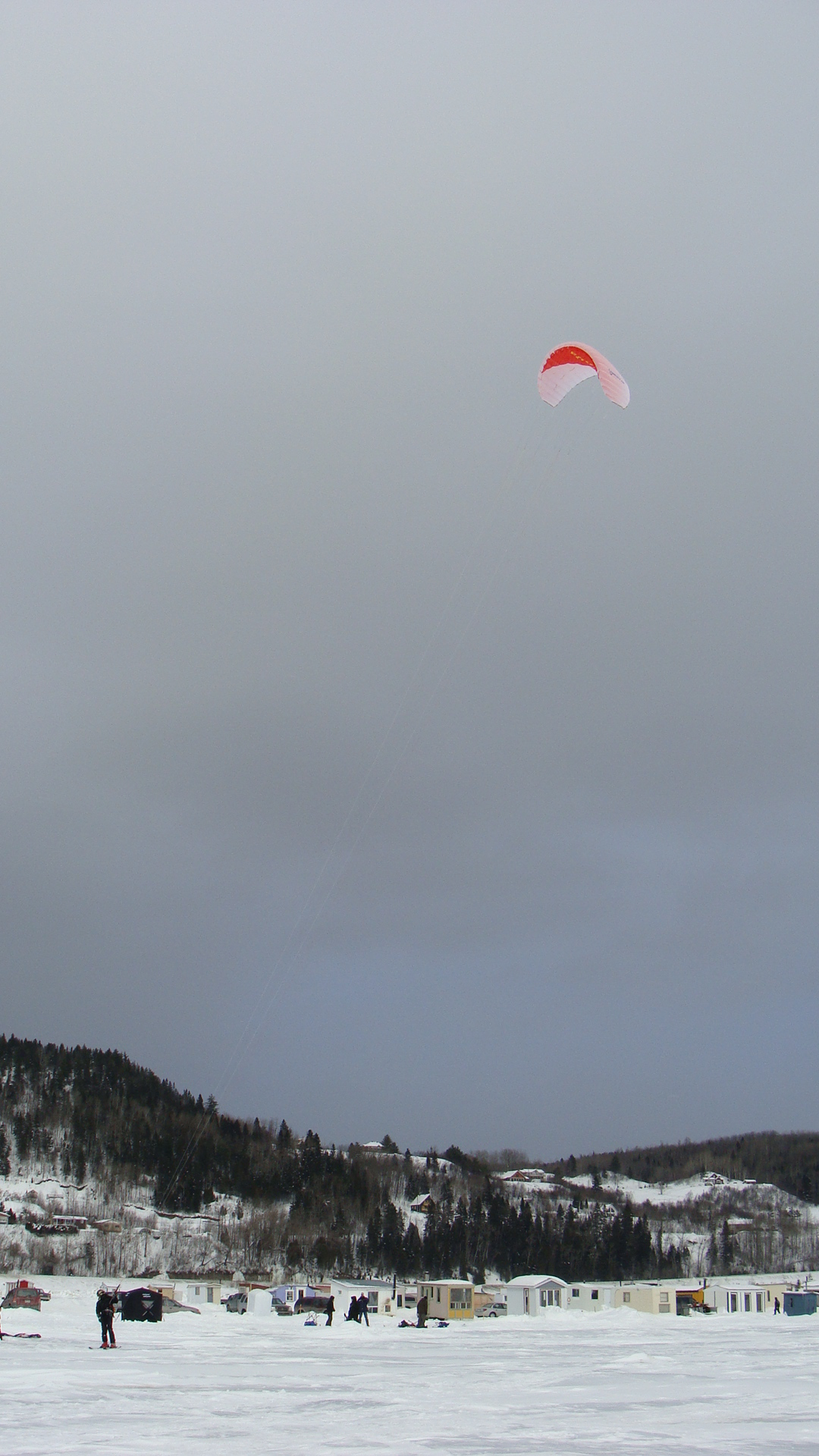
Snowkite sur le site du village sur glace de Saint-Fulgence, au Québec (Canada).

Le snowkite fait son apparition au Canada en 1990. Le Québec est reconnu comme étant le leader en sports de traction sur neige et le premier à développer ce sport en Amérique du Nord. En 1995, déjà plus de 700 adeptes.  De plus, le Québec devient un lieu par excellence en hiver pour la pratique du snowkite à cause de sa topographie et ses quelque 400 000 lacs dont 10 000 répertoriés comme endroit où l’on peut pratiquer le snowkite.
Au Québec, le snowkite est parfois pratiqué sur les sites de pêche blanche. La géographie particulière du Fjord du Saguenay, formant un « corridor » de vent à la hauteur de Saint-Fulgence, permet à de nombreux adeptes de pratiquer ce sport.

### Atlas marocain
Grâce à l'altitude (1 500 m à 2 300 m), la neige peut être abondante au Maroc.
Timahdite, un petit village placé sur des plaines situées entre Azrou et Errachidia, offre un terrain de jeu plat, vallonné et étendu sur plusieurs kilomètres, parfait pour le free ride (ballade libre). Le vent est présent tous les jours. La saison d'hiver commence en novembre et termine en avril dans cette région et de la neige persiste jusqu'au mois de juin.

## Ouvrages
- Snowkiter's Handbook (2013)[7]
- Manuel de Snowkite (2014)[8]

## Sportifs notoires[9]
- William Acosta (5 fois Champion snowkite race catégorie planche à neige et originaire de Cuba)
- Simon Gill (3 fois Champion du Monde de la W.I.S.S.A (world ice and snow-sailing association) catégorie skis). 4 fois Champion de la Coupe du Québec.

## Avis
Selon Michael Reignier, kitesurfer professionnel, dans une interview publiée dans "PA+", à propos du snowkite : 

« Pour moi, c'est la glisse en trois dimensions. Une montagne devient un terrain de jeux exploitable à la montée et à la descente. La voile permet de remonter les pentes. On peut s'envoler plusieurs dizaines de secondes à des hauteurs dépassant les 70 mètres.  (...) nous ne cherchons pas la finesse des planeurs ou des parapentes. L'évolution récente permet de faire varier la puissance de la voile par un système appelé "border-choquer". Le plaisir, la maniabilité ne seraient plus les mêmes avec une portance trop forte. Nous cherchons à évoluer en gardant contact avec le sol. Le vent est une composante indispensable à cette pratique, en l'absence de cet élément on reste à la maison ! L'hiver, le vent souffle tous les jours. On cherche des nouveaux spots où on est les premiers à trouver le vent en montagne, dans des endroits que personne n'a fréquenté. On en découvre tous les jours. Dans ces cols se produisent des thermiques et des effets Venturi. »